# Hirschska huset
Hirschska huset är en byggnad uppförd i två etapper i kvarteret Nyttan i Stenstaden i Sundsvall. Byggnaden uppfördes åren 1890–1891 efter den förödande Sundsvallsbranden 1888 med grosshandlare Isaak Hirsch som byggherre och med Johan Laurentz och Hjalmar Kumlien som arkitekter. Hirsch byggde huset på spekulation och bodde aldrig själv i Sundsvall.

## Arkitektur
Huset ligger på Torggatan 6–8 och sträcker sig längs hela den västra sidan av Stora Torget i Sundsvall och är en av stenstadens viktigaste symbolbyggnader. Byggnadens mitt kröns av ett torn vars spira bär en vindflöjel i form av en gyllene drake som symbolik för skyddet mot brand. Drakspiran har kommit att användas som en symbol för Sundsvall och bland annat i stiliserad form använts som alternativ kommunsymbol för Sundsvalls kommun. Även basketlaget Sundsvall Dragons har direkt eller indirekt hämtat sitt namn från spiran. 
Fastigheten är uppförd i renässansstil med fasader i rött tegel och ornament i puts. Taket är täckt av zinkfjäll. 
Huset utsågs till byggnadsminne 1996 och genomgick en större restaurering 2006–2007. Idag ägs fastigheten av fastighetsbolaget Norrporten. Idag har fastigheten knappt 5 000 kvadratmeter lokaler, butiker och bostäder.

## Bilder

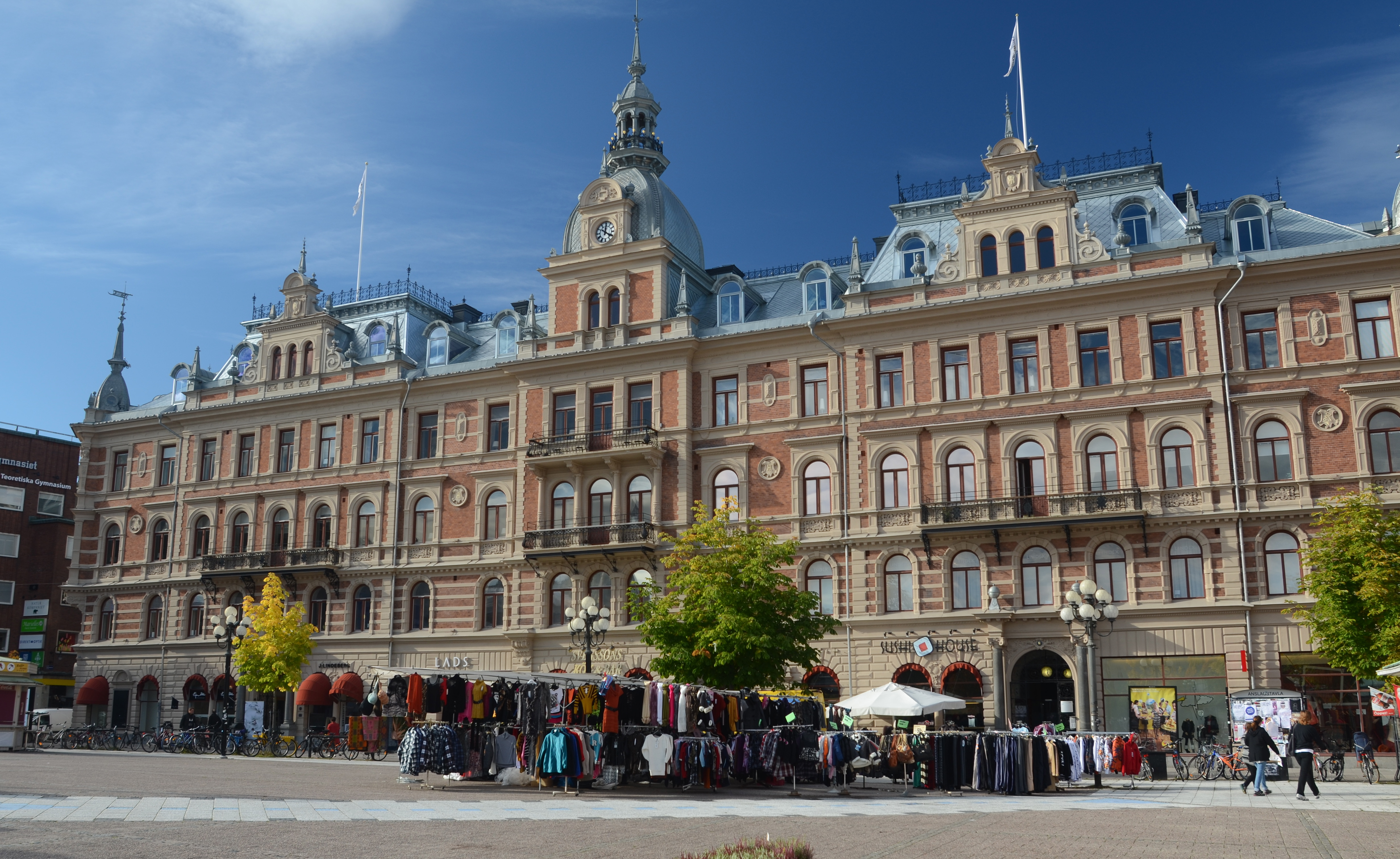
Huvudfasad mot Stora torget
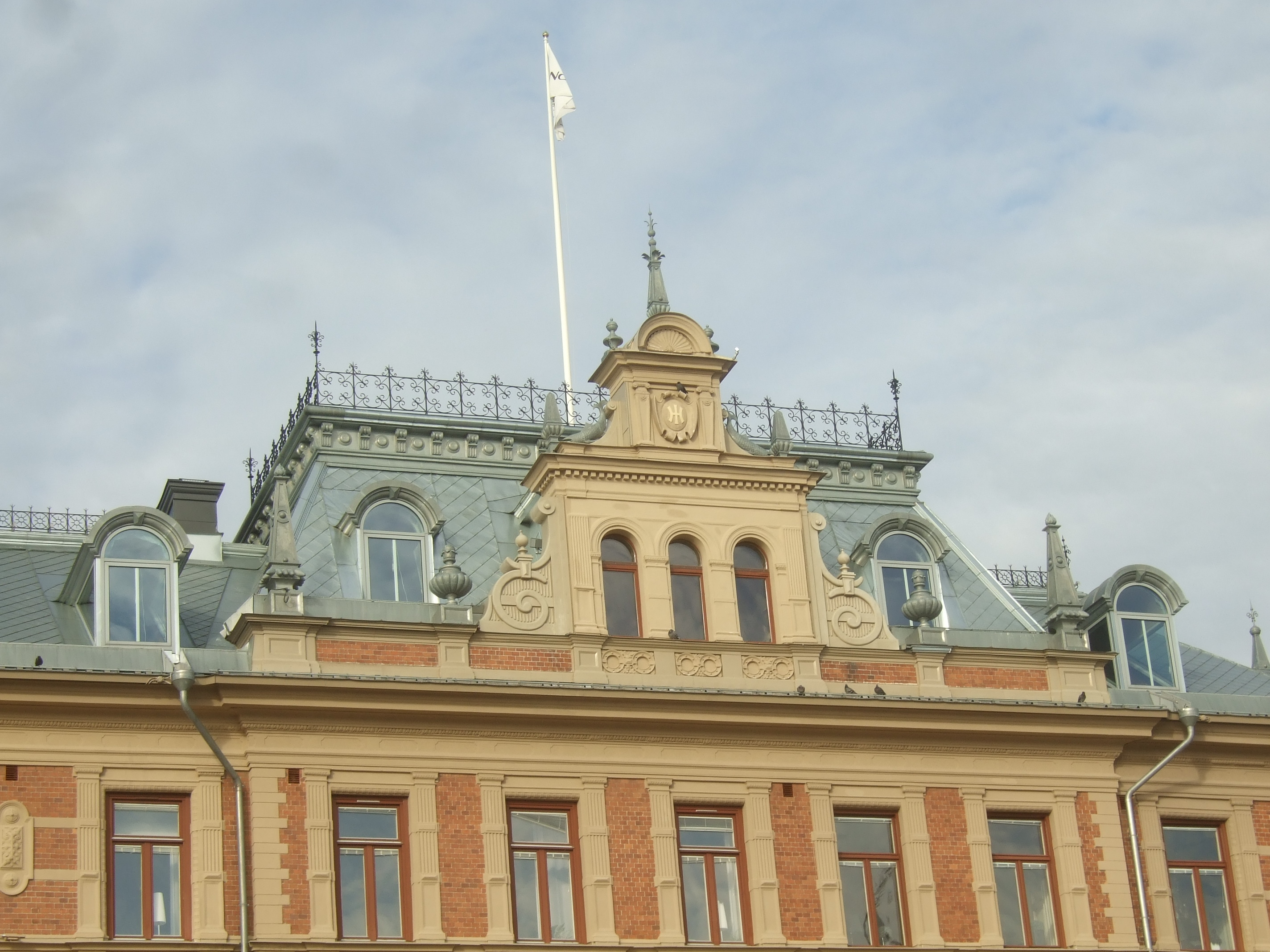
Detalj av fasaden ovanför Torggatan 6.
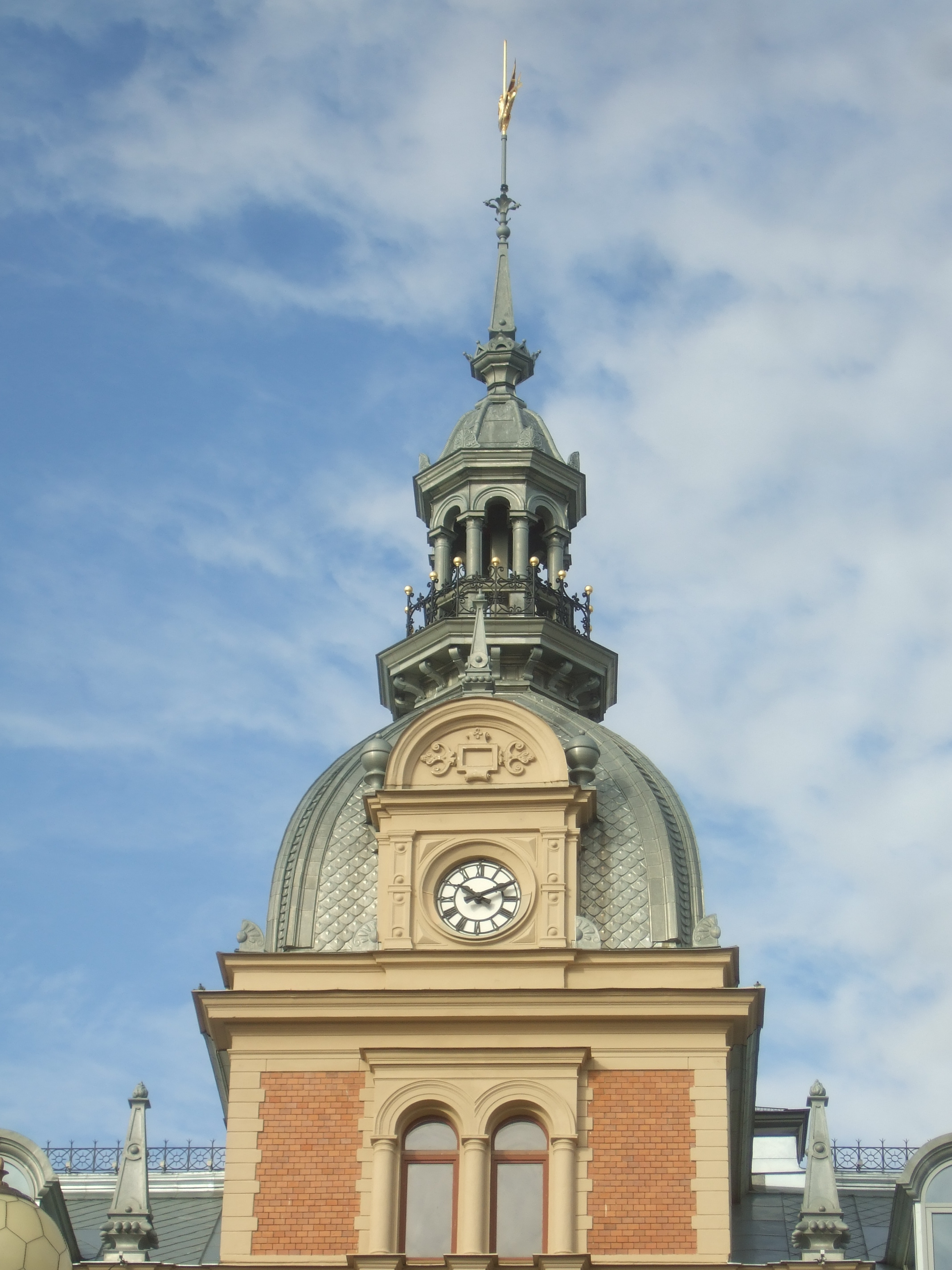
Det centrala tornet med klocka och takkupol.
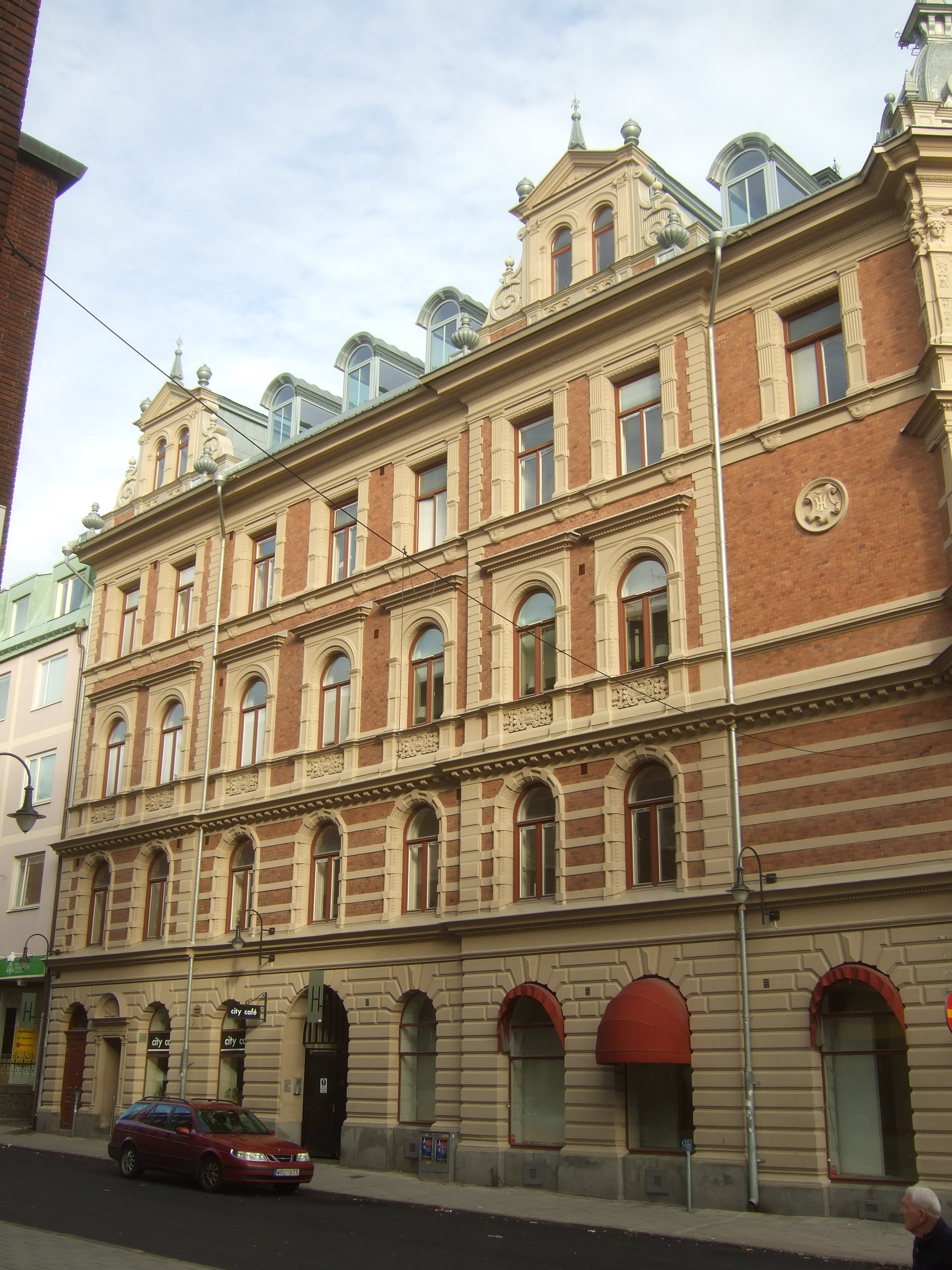
Sidofasad mot Kyrkogatan.
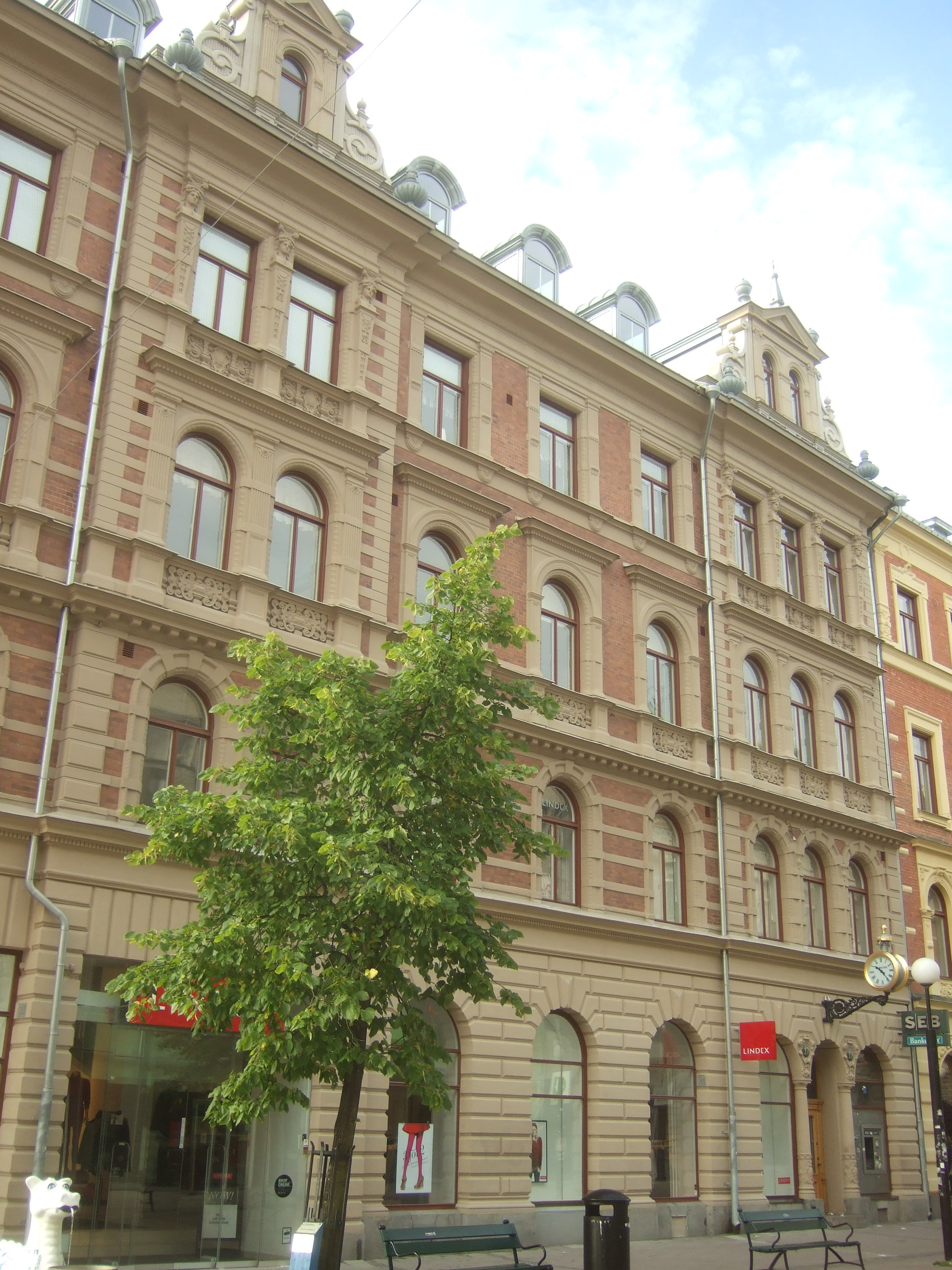
Sidofasad mot Storgatan.
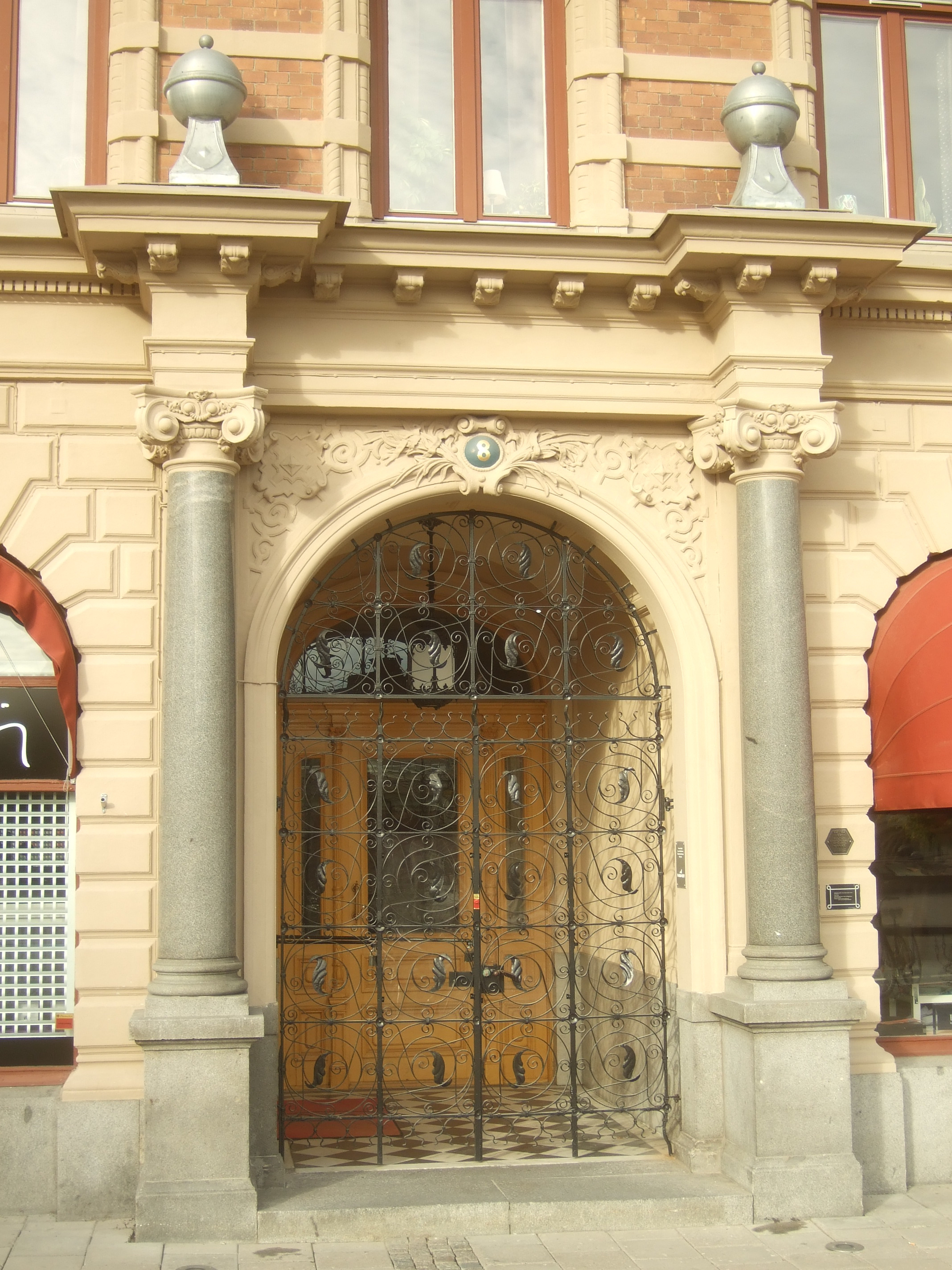
Entré från Torggatan 8.